# Bisdom Ventimiglia-San Remo
Het bisdom Ventimiglia-San Remo (Latijn: Dioecesis Ventimiliensis-Sancti Romuli, Italiaans: Diocesi di Ventimiglia-Sanremo) is een bisdom van de Rooms-Katholieke Kerk in Italië. Het bisdom is suffragaan aan het aartsbisdom Genua.

## Geschiedenis
Het bisdom Ventimiglia werd in de zevende eeuw opgericht en was in die tijd suffragaan aan het aartsbisdom Milaan. Aan het einde van de achttiende eeuw werd het bisdom ondergebracht bij Genua, maar al in 1806 werd het bisdom, onder invloed van de napoleontische oorlogen, suffragaan aan het Franse aartsbisdom Aix. Deze anomalie werd in 1831 door paus Gregorius XVI weer hersteld, met de bul Sollicitudo omnium ecclesiarum. Paus Paulus VI besloot in 1975 tot de naamsverandering in Ventimiglia-San Remo.

## Karakteristiek
In het bisdom woonden in 2009 155.450 mensen, waarvan 96,5% ingeschreven staat bij de Katholieke Kerk. Het bisdom kende toen  73 seculiere en 42 reguliere priesters. Het bisdom kent 99 parochies. Bisschop van Ventimiglia-San Remo is sinds 2014 Antonio Suetta. De kathedrale kerk in Ventimiglia is gewijd aan Maria Tenhemelopneming; de nevenkathedraal in San Remo is gewijd aan de heilige Sirus van Genua.
Genua (aartsbisdom) · Albenga-Imperia · Chiavari · La Spezia-Sarzana-Brugnato · Savona-Noli · Tortona · Ventimiglia-San Remo